# Miztli
Miztli es la quinta generación de supercomputadoras de la Universidad Nacional Autónoma de México, puesta en operación en el año 2012 en el área de Centro de Datos de la Dirección General de Cómputo y de Tecnologías de Información y Comunicación en Ciudad Universitaria (Universidad Nacional Autónoma de México), CDMX México.
Su nombre en náhuatl significa “felino mayor” o “puma”.

## Características
Utiliza LUSTRE,es
```
un sistema de almacenamiento que consiste en un nodo de control llamado MDS y varios nudos de almacenamiento denominados OSSs. Las operaciones de lectura/escritura de archivos se realizan de forma paralela, utilizando simultáneamente los dispositivos de almacenamiento de cada OSS.
```

El componente DDN SFA12K proporciona ocho dispositivos de almacenamiento a cada OSS, que tienen 10 discos SAS/SATA y son capaces de resguardar hasta 7 Terabytes. El sistema de almacenamiento comprende un total de 590 discos.
El sistema de interconexión principal es la red de datos Infiniband, compuesta por un switch core Mellanox 4700 de 324 puertos, y tres switches leaf Mellanox 4036 de 36 puertos. Cada puerto es de tecnología Infiniband QDR a 40 Gigabytes por segundo, para un ancho de banda total teórico de 6.4 Terabits por segundo.  A esta red se conectan todos los elementos del clúster, usando tarjetas Mellanox ConnectX-3.
Sus servidores se dividen en tres tipos y sus características son las siguientes:
1. Regulares (314): 2 procesadores E5-2670 (16 cores en total) y 64 Gigabytes de RAM.
2. GPU (8): 2 procesadores E5-2670 (16 cores en total), 2 GPUs NVIDIA M2090 y 32 Gigabytes de RAM.
3. Especiales (10): 2 procesadores E5-2670 (16 cores en total) y 256 Gigabytes de RAM.

Memoria RAM
- 23 Terabytes.

Red:
- Mellanox Infiniband QDR a 40 Gbps.
- Red de administración Ethernet a 1 Gbps.
- Sistema de consolas.

Sistema Operativo:
- RedHat Enterprise Linux.
- Scientific Linux RedHat Enterprise.[1]

## Procesamiento
Miztli se compone de 344 servidores (HP Proliant SL230 y SL250), comunicados a través de una red de datos Infiniband, una red de administración ethernet, una red de consolas y varios sistemas de archivos globales.
Procesamiento X86:
- 332 nodos de cómputo HP Proliant SL230 y SL250.
- Dos procesadores Intel Xeon por nodo.
- 5312 núcleos totales de procesamiento.
- Capacidad de 118 Teraflop/s.

Procesamiento GPU
- 16 GPUs NVIDIA M2090.[1]

## Almacenamiento
El sistema de almacenamiento principal del equipo Miztli es distribuido y está basado en las tecnologías SFA12K de Data Direct Networks y LUSTRE, del consorcio OpenSFS.
El esquema general del sistema de archivos LUSTRE consiste en un nodo de control, llamado MDS, y varios nodos de almacenamiento, denominados OSSs. Las operaciones de lectura/escritura de archivos se llevan a cabo de forma paralela, utilizando simultáneamente los dispositivos de almacenamiento de cada OSS.
El dispositivo DDN SFA12K proporciona ocho dispositivos de almacenamiento a cada OSS, que se componen de 10 discos SAS/SATA y  son capaces de contener hasta 7 Terabytes. El sistema de almacenamiento contiene un total de 590 discos.

## Interconexión
El sistema de interconexión principal en Miztli es la red de datos, la cual está compuesta por un switch core Mellanox 4700 de 324 puertos, y tres swithces leaf Mellanox 4036 de 36 puertos. Cada puerto es de tecnología Infiniband QDR de 40 Gigabits por segundo, para un ancho de banda total teórico de 6.4 Terabits por segundo.  A esta red se conectan todos los elementos del cluster, utilizando para ello tarjetas Mellanox ConnectX-3.

## Usos
El supercómputo contribuye, entre otros temas, al estudio de la estructura del Universo, de sismos y del comportamiento de partículas subatómicas, así como al diseño de nuevos materiales, fármacos y reactores nucleares.
En promedio, con Miztli se realizan anualmente 120 proyectos de investigación, tanto de la UNAM como de otras instituciones que solicitan recursos de supercómputo del Laboratorio Nacional de Cómputo de Alto Desempeño (LANCAD).
Miztli participó en el proyecto Assembling Galaxies Of Resolved Anatomy (AGORA), ayudando a visualizar la formación de una galaxia similar a la Vía Láctea, además de la evolución del gas intergaláctico y la formación y evolución de estrellas. Se utilizaron siete de los códigos numéricos más utilizados en la astrofísica, los científicos encargados del proyecto realizan simulaciones que les permiten revisar, en cuestión de meses, un proceso que en realmente tarda miles de millones de años. 